# Jinzhong
Jinzhong (en chino, 晋中; pinyin, Jìnzhōng) es una ciudad-prefectura ubicada en la parte central de la Provincia de Shanxi, República Popular de China. Limita al norte con Taiyuan, al sur con Changzhi, al oeste con Lüliang y al este con la Xingtai. Su área es de 16 391 km² y su población total para 2010 superó los 3,24 millones habitantes. 

## Administración
La ciudad-prefectura de Jinzhong está conformada de 11 localidades que se administran en 1 distrito urbano, 1 ciudad suburbana y 9 condados rurales. 
- Distrito Yuci 榆次区
- Ciudad Jiexiu 介休市
- Condado Yushen 榆社县
- Condado Zuoquan 左权县
- Condado Heshun 和顺县
- Condado Xiyang 昔阳县
- Condado Shouyang 寿阳县
- Distrito Taigu 太谷区
- Condado Qi 祁县
- Condado Pingyao 平遥县
- Condado Lingshi 灵石县

## Toponimia
El topónimo Jinzhong [/Chin-Zhong/] significa 'el centro de Jin  «Shanxi»'. Jin fue un antiguo reino "el Reino Jin" y ocupó gran parte de la actual Shanxi, por la cual es abreviada como Jin.
Anteriormente se llamaba Yuci (榆次). La prefectura Yuci se estableció en agosto de 1949 y en noviembre de 1958, pasó a llamarse Prefectura Jinzhong. En septiembre de 1999 Jinzhong fue promovida a ciudad-prefectura, y Yuci quedó como una demarcación urbana donde se ubica el asiento de poder local, el Distrito Yuci .

## Clima
Jinzhong tiene un clima semiárido continental con influencia monzónica, con inviernos fríos y muy secos y veranos calurosos y húmedos. La temperatura media mensual es de -5,5 °C en enero y 24,2 °C en julio, y la media anual es de 10,39 °C. Como muestra de la influencia del monzón del este de Asia, más de dos tercios de los 388 milímetros anuales de precipitación se producen entre junio y septiembre.
| Parámetros climáticos promedio de Jinzhong 1981—2010 | Parámetros climáticos promedio de Jinzhong 1981—2010 | Parámetros climáticos promedio de Jinzhong 1981—2010 | Parámetros climáticos promedio de Jinzhong 1981—2010 | Parámetros climáticos promedio de Jinzhong 1981—2010 | Parámetros climáticos promedio de Jinzhong 1981—2010 | Parámetros climáticos promedio de Jinzhong 1981—2010 | Parámetros climáticos promedio de Jinzhong 1981—2010 | Parámetros climáticos promedio de Jinzhong 1981—2010 | Parámetros climáticos promedio de Jinzhong 1981—2010 | Parámetros climáticos promedio de Jinzhong 1981—2010 | Parámetros climáticos promedio de Jinzhong 1981—2010 | Parámetros climáticos promedio de Jinzhong 1981—2010 | Parámetros climáticos promedio de Jinzhong 1981—2010 |
| Mes                                                  | Ene.                                                 | Feb.                                                 | Mar.                                                 | Abr.                                                 | May.                                                 | Jun.                                                 | Jul.                                                 | Ago.                                                 | Sep.                                                 | Oct.                                                 | Nov.                                                 | Dic.                                                 | Anual                                                |
| ---------------------------------------------------- | ---------------------------------------------------- | ---------------------------------------------------- | ---------------------------------------------------- | ---------------------------------------------------- | ---------------------------------------------------- | ---------------------------------------------------- | ---------------------------------------------------- | ---------------------------------------------------- | ---------------------------------------------------- | ---------------------------------------------------- | ---------------------------------------------------- | ---------------------------------------------------- | ---------------------------------------------------- |
| Temp. máx. abs. (°C)                                 | 12.4                                                 | 19.3                                                 | 28.2                                                 | 37.1                                                 | 35.6                                                 | 39.6                                                 | 39.5                                                 | 36.3                                                 | 35.8                                                 | 28.5                                                 | 23.6                                                 | 16.0                                                 | '                                                    |
| Temp. máx. media (°C)                                | 1.9                                                  | 5.8                                                  | 11.9                                                 | 20.0                                                 | 25.6                                                 | 29.3                                                 | 30.4                                                 | 28.5                                                 | 24.1                                                 | 17.9                                                 | 9.7                                                  | 3.2                                                  | 17.4                                                 |
| Temp. media (°C)                                     | −5.5                                                 | −1.5                                                 | 4.6                                                  | 12.6                                                 | 18.5                                                 | 22.4                                                 | 24.2                                                 | 22.4                                                 | 17.3                                                 | 10.7                                                 | 2.7                                                  | −3.7                                                 | 10.4                                                 |
| Temp. mín. media (°C)                                | −11.2                                                | −7.4                                                 | −1.6                                                 | 5.4                                                  | 11.4                                                 | 15.9                                                 | 18.9                                                 | 17.4                                                 | 11.8                                                 | 4.9                                                  | −2.7                                                 | −8.9                                                 | 4.5                                                  |
| Temp. mín. abs. (°C)                                 | -21.0                                                | -20.6                                                | -15.7                                                | -7.0                                                 | 0.3                                                  | 7.1                                                  | 11.6                                                 | 9.2                                                  | -0.2                                                 | -6.9                                                 | -18.2                                                | -22.3                                                | '                                                    |
| Precipitación total (mm)                             | 2.0                                                  | 3.3                                                  | 9.9                                                  | 21.0                                                 | 37.2                                                 | 52.2                                                 | 81.9                                                 | 87.8                                                 | 54.0                                                 | 27.0                                                 | 9.9                                                  | 1.7                                                  | 387.9                                                |
| Humedad relativa (%)                                 | 47                                                   | 45                                                   | 44                                                   | 42                                                   | 48                                                   | 56                                                   | 67                                                   | 71                                                   | 69                                                   | 62                                                   | 55                                                   | 50                                                   | 54.7                                                 |
| Fuente: Administración Meteorológica de China        |                                                      |                                                      |                                                      |                                                      |                                                      |                                                      |                                                      |                                                      |                                                      |                                                      |                                                      |                                                      |                                                      |